# La Huacana (kommun)
La Huacana är en kommun i Mexiko.   Den ligger i delstaten Michoacán de Ocampo, i den södra delen av landet, 290 km väster om huvudstaden Mexico City.
Följande samhällen finns i La Huacana:
- La Huacana
- Cupuán del Río
- Bellas Fuentes
- Ichamio
- Mata de Plátano
- Puerto San Simón
- El Chauz
- Agua Blanca
- Pueblo Viejo
- Cuimbo
- Puerta de la Playa
- Potrerillos de Rentería
- La Zauda
- El Lindero
- El Canelo
- San José Cayaco
- Naranjo de Tziritzícuaro
- Naranjo de Jorullo
- Arronjadero
- El Palmar
- El Chilar
- Hacienda Vieja
- San Miguel de la Laguna
- Santa María
- San Miguel Silahua
- Villahermosa
- Zapote de las Cuatas
- La Joya de Álvarez
- El Limoncito
- Huatzirán
- La Peña de Cupuán
- Colonia Lázaro Cárdenas
- El Naranjito
- Guadalupe de Oropeo
- La Galera
- El Ciruelo
- Zapote de Jorullo
- La Pedregosa
- Tamo
- El Colorado